# Tiếng Hadza
Tiếng Hadza là một ngôn ngữ tách biệt, nói dọc bờ hồ Eyasi ở Tanzania, là ngôn ngữ của chừng 1.000 người Hadza (dân tộc săn bắt-hái lượm thuần tuý cuối cùng của châu Phi). Dù có số người nói nhỏ, đây vẫn là ngôn ngữ thường ngày và vẫn là bản ngữ của lớp trẻ. Vào cuối thế kỷ XX, tiếng Hadza được xếp vào nhóm Khoisan, chủ yếu dựa trên sự hiện diện của phụ âm click; song cách phân loại này không còn được chấp nhận nữa.